# ケー・ティー・ファクトリー
株式会社ケー・ティ・ファクトリー（KT FACTORY、KTファクトリー）は、2022年まで活動のあった日本のアダルトアニメメーカーである。

## 概要
2016年頃まで、実写のアダルトビデオも発売していた。
2022年に発売された『もしも女忍者が風俗嬢だったら』(TCPG-091)が最後の作品となっている。

## レーベル
実写のレーベルは、実写のスーパースレイブ（Super SLAVE）とロマンポルノに加え、2009年10月には奥さま倶楽部とマニア専科をリリースした。
またアダルトアニメ（DVDプレイヤーズゲーム）では、AMBER(アンバー）というレーベルを使用していた。活動末期は「つぼみ倶楽部」と「熟女パラダイス」のレーベルに分けていた。